# Wasserwerk Weingartstraße

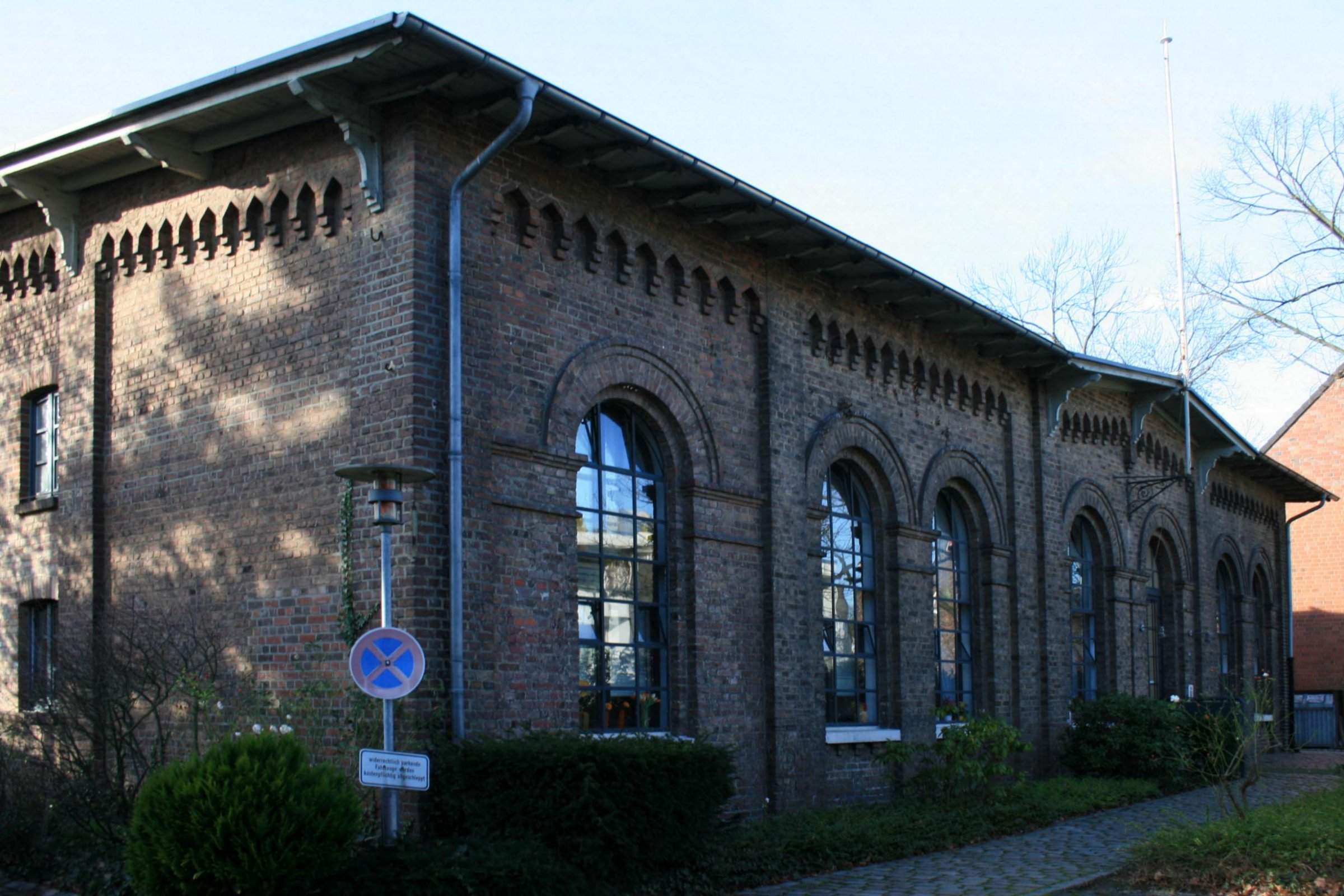
Wasserwerk Weingartstraße

Das Wasserwerk an der Weingartstraße 60 in Neuss ist ein 1880 von Heinrich Scheven errichtetes Wasserwerk im Neusser Dreikönigenviertel und heute nach Sanierung und Umbau ein denkmalgeschütztes sowie preisgekröntes Wohnquartier des sozialen Wohnungsbaus.

## Geschichte
Im Jahr 1880 beauftragte die Stadt Neuss den Ingenieur Heinrich Scheven aus Bochum mit dem Bau eines Wasserwerks mit Leitungsnetz zur Trinkwasserversorgung der Neusser Innenstadt. Im Zuge dessen errichtete dieser in Konzession auf einem Areal in der Weingartenstraße zwischen 1880 und 1881 eine Pumpenhalle sowie ein Werkmeisterhaus. Das Wasserwerk wurde im Anschluss im Jahr 1883 von der Stadt Neuss übernommen. Aus 30 Meter tiefen Brunnen wurde mit Dampfmaschinen jährlich ca. 206.000 m³ Trinkwasser hochgepumpt und in das Netz gespeist. Später kamen elektrische Pumpen zum Einsatz. Nachdem ein nahegelegener Galvanikbetrieb das Grundwasser durch Schwermetalle verunreinigt hatte, kam es 1979 zu einem mehrjährigen Betriebsstopp und 1985 zur vollständigen Stilllegung.
1987 übernahm der Neusser Bauverein auf Basis der vom Architekturbüro Grosser entwickelten Nutzungsalternativen das Gelände und projektierte mit dem Architekturbüro Rudolf Küppers die „Wohnateliers im ehemaligen Wasserwerk“.
Im Rahmen der Realisierung wurden die Pumpenhalle mit sechs Maisonette-Wohnungen, die sich um einen Lichthof gruppieren, ausgebaut und in der Remise drei Atelier-Wohnungen für wohnberechtigte Künstler eingerichtet. Das Werkmeisterhaus wurde ebenfalls saniert und um weitere Wohnungen erweitert. Auf dem 4370 m² großen Grundstück wurden von 1988 bis 1991 durch den Neusser Architekten Hubertus Grosser zusätzlich 21 Neubauwohnungen errichtet.

## Architektur
Das Wasserwerk Weingartstraße war das erste, welches die Trinkwasserversorgung der Innenstadt in Neuss sicherte. Es war für die Stadtentwicklung und Industrialisierung von Neuss von wesentlicher Bedeutung und „ein typisches Beispiel der Industriearchitektur des 19. Jahrhunderts“. Zum Grundstück zählen die stadtbildprägende Pumpenhalle die als Backsteinhalle in sieben Rastern mit flach geneigtem Satteldach auf Stahlbindern errichtet wurde, eine Remise sowie ein Werkmeisterhaus als freistehendes Backsteinhaus in zweigeschossiger Bauweise in einem 3×3-Raster mit rundum überstehendem flach geneigtem Satteldach. Die alten Gebäude wurden saniert und stehen heute mit neuer Nutzung unter Denkmalschutz (Nr. 3/007). Die ab 1985 erfolgten Sanierungs- und Umbaumaßnahmen wurden öffentlich gefördert und mit dem Bundespreis Hohe Qualität – tragbare Kosten ausgezeichnet.